# Villa Bella Vista
Die Villa Bella Vista, auch Villa Irene, liegt im Stadtteil Niederlößnitz der sächsischen Stadt Radebeul, in der Moritzburger Straße 60.

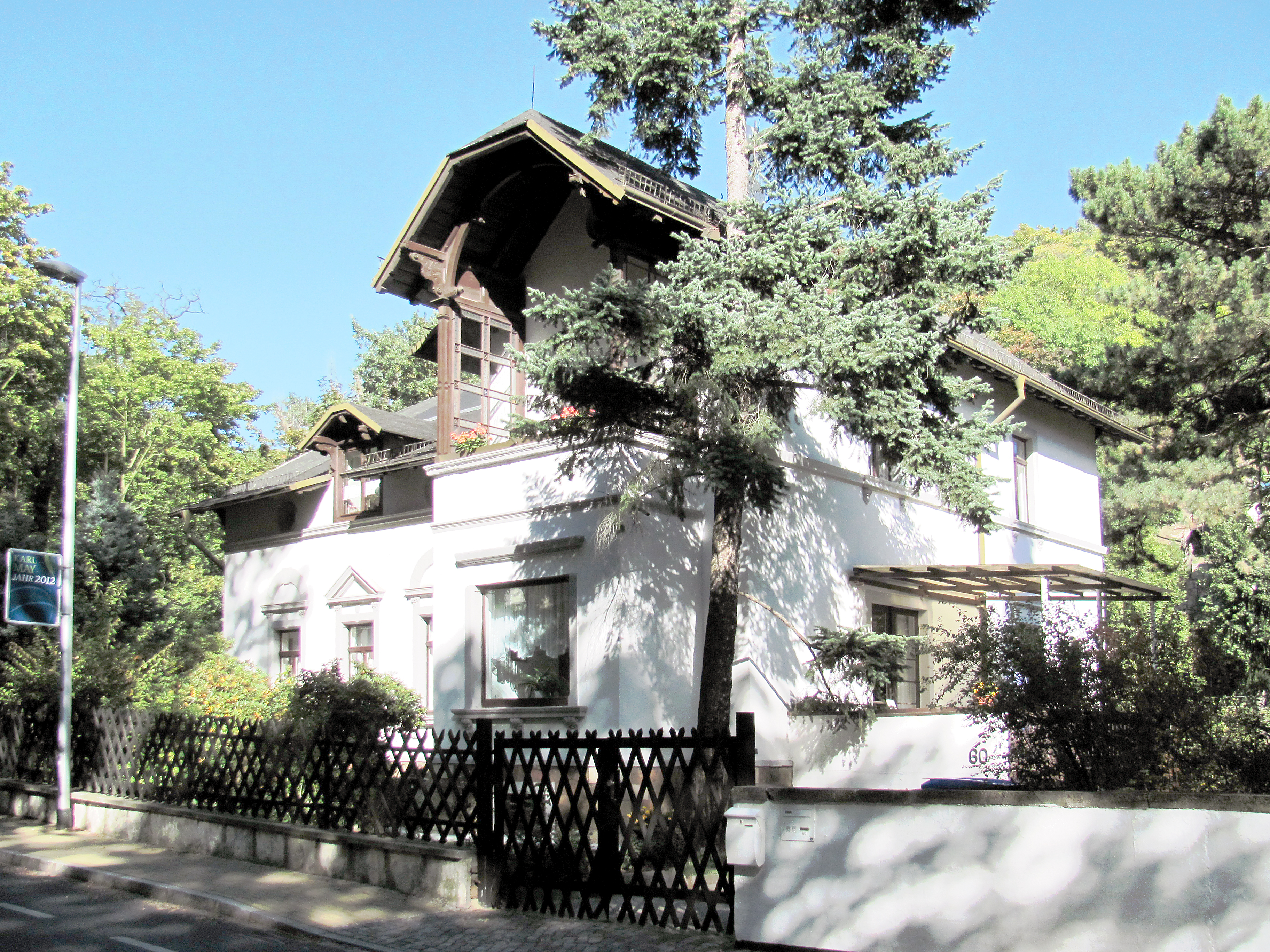
Villa Bella Vista

## Beschreibung
Die unter Denkmalschutz stehende Mietvilla, auch als landhausartige Villa klassifiziert, wurde zu Zeiten des Historismus kurz vor der Jahrhundertwende fertiggestellt. Sie liegt am Leimgrund unterhalb des Waldparks Radebeul-West. Auf der gegenüberliegenden Straßenseite befindet sich das Areal des Mohrenhauses.
Der Bau besteht aus zwei Baukörpern: Auf der linken Seite steht ein anderthalbgeschossiger Bau, der traufständig zur Straße hin ausgerichtet ist. Der Drempelraum unter dem überkragenden Dach wird durch kleine Rundfenster belichtet. Quer dazu ist rechts, also auf der nach Süden liegenden Seite, ein schmaler zweigeschossiger Flügel angesetzt, dessen Giebel mit dem weit vorkragenden Krüppelwalmdach zur Straße zeigt. Dieses überdacht auch den dort vorspringenden, geschlossenen Altan, dessen Austritt im Obergeschoss durch das Dach wie eine Veranda wirkt. Ganz rechts findet sich eine nach Süden zum Garten hin ausgerichtete Terrasse.
Der Putzbau steht auf einem Sockel aus Polygonal-Bruchsteinmauerwerk. Die Fassaden werden durch Gesimse gegliedert. Die Fenster sind durch Sandsteinelemente umfasst, begleitet von Horizontal-, Dreiecksgiebel- und Überfangbogenverdachungen. Hinzu kommen Sohlbänke mit Konsolen. Krüppelwalmgauben dienen zur weiteren Belichtung der beiden Dachgeschosse.

## Geschichte
Der Obsthändler und Bauunternehmer Karl Heinrich Claus beantragte im Oktober 1897, durch den Baumeister Hugo Große ein Wohnhaus errichten zu dürfen. Die Genehmigung zur Ingebrauchnahme für die Villa erging im Januar 1899.
Die Terrasse in der rechten Seitenansicht wurde 1957 angesetzt.

### Weitere Bauten von Karl Heinrich Claus in Niederlößnitz
Kurz danach ließ sich Claus die benachbarten Wohnhäuser in der Moritzburger Straße 50 sowie Moritzburger Straße 52 bauen und mit etwa einem dreiviertel Jahr Verzug die Mietvilla Moritzburger Straße 54, alle drei ebenfalls durch Hugo Große.
Bereits 1894 errichtete Adolf Neumann für Claus die Villa Hohe Straße 45. 1895/1896 folgte die Mietvilla Humboldtstraße 3 (Baumeister Moritz Große) und 1896/1897 die Mietvillen Humboldtstraße 5 und Humboldtstraße 7, beide durch die Bauunternehmung Gebrüder Große. Von diesen ist auch die Mietvilla Robert-Koch-Straße 3 aus den Jahren 1897/1898.